# Rancho Texicano
Rancho Texicano: The Very Best of ZZ Top es el quinto álbum recopilatorio de la banda estadounidense de blues rock y hard rock ZZ Top, publicado en junio de 2004 por el sello Warner Bros. El título proviene de la mezcla de las palabras tejano (texan en inglés) y mexicano. Consta de dos álbumes, el primero recorre la historia de la banda desde su primer disco ZZ Top's First Album hasta el trabajo Degüello de 1979 y el segundo desde el álbum El Loco de 1981 hasta el recopilatorio Greatest Hits de 1992. Además en el segundo disco, cuenta con una versión en vivo de «Cheap Sunglasses» y las versiones en sencillo de 12" de los temas «Legs» y «Velcro Fly».
En 2004 el disco entró en la lista Billboard 200 y obtuvo el puesto 67. En 2012 volvió a entrar en la lista estadounidense, esta vez en el puesto 30, además entró en otras listas como en Top Digital Albums en la posición décima segunda y en la Top Pop Albums en el segundo lugar.
En noviembre de 2010, fue certificado con disco de plata en el Reino Unido por superar las 60 000 copias vendidas, certificación otorgada por la British Phonographic Industry.

## Lista de canciones
Todas las canciones escritas por Billy Gibbons, Dusty Hill y  Frank Beard, a menos que se indique lo contrario.

### Disco uno
| N.º | Título                             | Escritor(es)                         | Duración |  |
| 1.  | «Brown Sugar»                      | Gibbons                              | 5:22     |  |
| 2.  | «Goin' Down to Mexico»             | Gibbons, Hill, Bill Ham              | 3:22     |  |
| 3.  | «Just Got Back from Baby's»        | Gibbons, Ham                         | 4:10     |  |
| 4.  | «Francine»                         | Gibbons, Kenny Cordray, Steve Perron | 3:34     |  |
| 5.  | «Just Got Paid»                    | Gibbons, Ham                         | 4:28     |  |
| 6.  | «Bar-B-Q»                          | Gibbons, Ham                         | 3:37     |  |
| 7.  | «La Grange»                        |                                      | 3:53     |  |
| 8.  | «Waitin' for the Bus»              | Gibbons, Hill                        | 2:53     |  |
| 9.  | «Jesus Just Left Chicago»          |                                      | 3:30     |  |
| 10. | «Beer Drinkers and Hell Raisers»   |                                      | 3:24     |  |
| 11. | «Mexican Blackbird»                |                                      | 3:06     |  |
| 12. | «Tush»                             |                                      | 2:17     |  |
| 13. | «Thunderbird»                      |                                      | 3:06     |  |
| 14. | «Blue Jean Blues»                  |                                      | 4:44     |  |
| 15. | «Heard it on the X»                |                                      | 2:25     |  |
| 16. | «It's Only Love»                   |                                      | 2:25     |  |
| 17. | «Arrested for Driving While Blind» |                                      | 3:07     |  |
| 18. | «I Thank You»                      | Isaac Hayes, David Porter            | 3:26     |  |
| 19. | «Cheap Sunglasses»                 |                                      | 4:48     |  |
| 20. | «I'm Bad, I'm Notionaide»          |                                      | 4:49     |  |
| 21. | «A Fool for Your Stockings»        |                                      | 4:14     |  |

### Disco dos
| N.º | Título                              | Escritor(es)           | Duración |  |
| 1.  | «Tube Snake Boogie»                 |                        | 3:03     |  |
| 2.  | «Pearl Necklace»                    |                        | 4:06     |  |
| 3.  | «Gimme All Your Lovin'»             |                        | 4:00     |  |
| 4.  | «Sharp Dressed Man»                 |                        | 4:14     |  |
| 5.  | «Legs»                              |                        | 3:36     |  |
| 6.  | «Got Me Under Pressure»             |                        | 3:59     |  |
| 7.  | «Sleeping Bag»                      |                        | 4:04     |  |
| 8.  | «Stages»                            |                        | 3:32     |  |
| 9.  | «Rough Boy»                         |                        | 4:51     |  |
| 10. | «Velcro Fly»                        |                        | 3:30     |  |
| 11. | «Woke Up with Wood»                 |                        | 3:46     |  |
| 12. | «Doubleback»                        |                        | 3:57     |  |
| 13. | «My Head's in Mississippi»          |                        | 4:20     |  |
| 14. | «Viva Las Vegas»                    | Doc Pomus, Mort Shuman | 4:45     |  |
| 15. | «Cheap Sunglasses» (en vivo)        |                        | 5:14     |  |
| 16. | «Legs» (versión sencillo 12")       |                        | 7:51     |  |
| 17. | «Velcro Fly» (versión sencillo 12") |                        | 6:38     |  |

## Músicos
- Billy Gibbons: voz y guitarra eléctrica
- Dusty Hill: bajo, coros y teclados
- Frank Beard: batería y percusión